# النقيل (الرضمة)

تعديل مصدري - تعديل

النقيل محلة تابعة لقرية الحرف، التابعة لعزلة بني قيس بمديرية الرضمة إحدى مديريات محافظة إب في الجمهورية اليمنية.، بلغ تعداد سكانها 82 حسب تعداد اليمن لعام 2004.